# La Mort de Molière
Pour plus de détails, voir Fiche technique et Distribution.
La Mort de Molière est un film français réalisé par Bob Wilson, sorti en 1994. Lors de sa diffusion, Arte a présenté le film comme une « vidéo-fiction »

## Synopsis
Un enfant transporte un portrait de Molière.

## Fiche technique
- Titre : La Mort de Molière
- Réalisation : Bob Wilson
- Scénario : Heiner Müller
- Musique : Philip Glass
- Photographie : Renato Berta
- Pays :  France
- Durée : 1994
- Dates de sortie : 
  -  France : 17 janvier 1994 (Festival International de Programmes AudioVisuels), 8 février 1994 (diffusion sur Arte)

## Distribution
- Kevyn Alexandre : Baron enfant
- Pascal Aubier : Chapelle
- Didier Bernard : Commedia dell'Arte
- Francis Bouc : Galilée
- Geoffrey Carey : La Grange
- Charles Chemin : Jeune homme jésuite
- Jeanne Chemin : Isabelle
- Gabriela de Oliveira : Le Renard
- Olivier Houlmann : Baron jeune homme
- Olivier Hémon : Colbert
- Maud le Peru : Jeune fille jésuite
- Laurence Mercier : la reine
- Marc Monjou : le médecin
- Bulle Ogier : Madeleine Béjart
- Isabelle Patey : Paysanne
- Félix Pruvost : Commedia dell'Arte
- Christian Ruché : le roi
- Hervé Ruet : Racine
- Stéfano Scribani : L'Iroquois
- Cléonas Shannon : Armande
- André Widmer : le père
- Bob Wilson : Molière

## Accueil
Colette Godard pour Le Monde qualifie le film de « vision somptueuse ».